# Суслов, Виктор Иванович (украинский экономист)
Виктор Иванович Суслов (род. 25 февраля 1955, Гродеково, Приморский край) — украинский государственный деятель и экономист. Министр экономики Украины (1997—1998).

## Биография
Окончил экономический факультет Харьковский государственный университет (1977).
В 1980 г. защитил кандидатскую диссертацию на тему «Соотношение экстенсивных и интенсивных факторов экономического роста в условиях социализма».
В 1980—1986 годах старший преподаватель, доцент ХГУ.
В 1986—1989 годах профессор экономического факультета университета Эдуарда Мондлане в Мапуту (Мозамбик).
В 1989—1990 гг. доцент Харьковского государственного университета.
В 1990—1992 гг. докторант Одесского института народного хозяйства.
В 1992—1993 годах главный консультант экономической службы администрации президента Украины.
С марта 1993 года по июнь 1994 года советник премьер-министра Украины.
В 1994—1998 годах народный депутат Украины, глава парламентского комитета по вопросам финансов и банковской деятельности.
С 25.07.1997 по 21.04.1998 министр экономики Украины.
В 1998—2002 годах народный депутат Украины. Выдвинут блоком СПУ-СелПУ (3 в списке).
С декабря 2002 года по июнь 2006 года глава новосозданной Государственной комиссии по регулированию рынков финансовых услуг (Госфинуслуг) Украины.
В 2006—2008 годах заместитель министра внутренних дел Украины.
С 11.03.2009 по 22.03.2010 глава Государственной комиссии по регулированию рынков финансовых услуг (Госфинуслуг) Украины (подал в отставку, так как согласно договору о сложившейся тогда в парламенте Украины коалиции этот пост отошёл к фракции КПУ).
Заслуженный экономист Украины.
С 2013 года представитель Украины в Евразийской экономической комиссии.
После 2015 года член партии ОПЗЖ. Входил в список ОПЗЖ на выборах 2019 года (номер 43 в списке).